# Terf
Terf is de Nederlandse spelwijze van het Engelse acroniem TERF, dat staat voor trans-exclusionary radical feminist (Nederlands: trans-uitsluitende radicaal feminist), een radicaal feminist die transgender vrouwen niet beschouwt als vrouwen en hen daarom uitsluit van de strijd voor vrouwenrechten. Een terf wordt verondersteld vijandig te staan of is daadwerkelijk vijandig ten opzichte van transgender vrouwen, of verzet zich tegen sociaal en politiek beleid dat als oogmerk heeft om inclusief voor transgender vrouwen te zijn.
Terfs sluiten transvrouwen uit als medestrijders voor vrouwenrechten, en zijn van mening dat transgenders geen aanspraak kunnen maken op vrouwenrechten, bijvoorbeeld wanneer het gaat om de toegang tot ruimtes toegewezen aan vrouwen. Zij hebben kritiek op transgenderrechten, omdat deze volgens hen conflicteren met de rechten van vrouwen die bij hun geboorte als vrouw geïdentificeerd werden. 
De term heeft in het Engels en andere talen een overwegend negatieve klank. Volgens de Van Dale is de term in het Nederlands voornamelijk een scheldwoord.
De term kreeg in 2019 en 2020 brede bekendheid toen schrijfster J.K. Rowling zo genoemd werd omdat zij zich uitsprak over transgenders.

## Herkomst van begrip
Het woord terf werd in 2008 geïntroduceerd door de radicaal-feministische blogger Tigtog ofwel Viv Smythe om een onderscheid te maken tussen de minderheid van feministen die trans vrouwen niet accepteert en de meerderheid die dat wel doet. De feministen die terfs worden genoemd, spreken zelf tegenwoordig veelal liever van genderkritisch.
Aanvankelijk was het een neutrale beschrijving, maar gaandeweg heeft het een negatieve connotatie verkregen. Over in hoeverre dit de intentie van de boodschapper is of de interpretatie van de ontvanger, variëren de meningen. Tegenwoordig wordt het, met enkele uitzonderingen vooral in negatieve zin gebruikt.